# Émeutes de 2025 en Irlande du Nord
À partir du 10 juin 2025, une série d'émeutes racistes éclatent à Ballymena, puis s'étendent à plusieurs autres villes d'Irlande du Nord. Ces violences sont déclenchées par l'arrestation de deux adolescents roms pour tentative de viol et ciblent principalement les communautés immigrées, en particulier roumaine et philippine.
Les émeutes sont menées principalement par des membres de la communauté loyaliste protestante et mènent à l'incendie de maisons et de véhicules appartenant à des familles migrantes ainsi qu'à des affrontements violents avec la police. Les violences font plus de 60 blessés parmi les policiers et entraînent l'évacuation de centaines de résidents d'origine étrangère.
Ces événements s'inscrivent dans un contexte de tensions liées à l'immigration récente et aux difficultés socio-économiques de certains quartiers loyalistes. Ils marquent une rupture historique avec l'alignement traditionnel de cette communauté sur les institutions étatiques.

## Chronologie

### 10 juin: événement déclencheur et phase initiale des émeutes
Le 10 juin 2025, à la suite de l'arrestation de deux adolescents roms de nationalité roumaine de 14 ans pour tentative de viol trois jours plus tôt, des violences racistes ciblant spécifiquement des familles roms éclatent à Ballymena, en Irlande du Nord,,. Après une manifestation pacifique de soutien à la victime, des émeutiers masqués se détachent du cortège, érigent des barricades puis s'attaquent à six maisons de familles roumaines, dont quatre sont incendiées, ainsi qu'à de nombreux commerces, ce qui force l'évacuation de trois personnes.
Les émeutiers lancent des cocktails Molotov, des feux d'artifice et des projectiles contre les forces de l'ordre pendant plusieurs heures et font 15 blessés parmi la police. Un homme de 29 ans est arrêté et deux adolescents de 14 ans sont inculpés pour des faits de violences.
Les troubles, amplifiés sur les réseaux sociaux par des groupes d'extrême droite, s'étendent jusqu'au village voisin de Cullybackey où le véhicule d'une famille philppine est incendié et leur propriété est endommagée,.  La famille de la victime condamne les violences.

### 11 juin: escalade des émeutes
Les émeutes se poursuivent le 11 juin, lors duquel les émeutiers lancent des cocktails Molotov et des projectiles contre la police, qui riposte avec des canons à eau. Le bilan s'élève alors à 32 policiers blessés et 6 arrestations depuis le 10 juin. Les troubles s'étendent à Belfast, Newtownabbey, Carrickfergus et Larne, où un centre de loisirs hébergeant temporairement des personnes déplacées est incendié, ce qui oblige les autorités à demander des renforts policiers du Royaume-Uni continental.

### 12-18 juin: extension des émeutes
Les émeutes se poursuivent à nouveau le 12 juin et s'étendent désormais également à Coleraine, et Lisburn, puis lors du 14 juin. Le nombre de blessés parmi les forces de l'ordre s'élève à 63 et le nombre d'arrestations à 17.
Du 17 au 18 juin, deux nuits consécutives d'émeutes éclatent dans le quartier nationaliste irlandais de Nailor's Row à Londonderry, au cours desquelles des cocktails Molotov, feux d'artifice et projectiles divers sont lancés contre les forces de police. Les violences font 14 blessés parmi les officiers du Service de police d'Irlande du Nord, dont certains sont hospitalisés. Onze personnes sont arrêtées, principalement des adolescents âgés de 14 à 17 ans, ainsi que trois hommes adultes. Selon la police, les émeutiers tentaient d'attaquer le quartier unioniste voisin de Fountain. Parallèlement, une attaque raciste au marteau vise un restaurant de Bushmills dans le comté d'Antrim.

## Nature et motivations des violences
La police nord-irlandaise qualifie ces actes de « motivés par le racisme » et s'inscrivant dans une « vague d'intimidations » contre les étrangers qui touche le comté d'Antrim depuis plusieurs années, qui ont contraint certaines familles immigrées à fuir la région.
Des groupes paramilitaires loyalistes sont suspectés de participer aux émeutes. Les émeutes ciblent particulièrement les populations migrantes, notamment les communautés roumaine et philippine de Ballymena. Les émeutiers incendient des véhicules appartenant à des migrants et attaquent leurs domiciles avec des cocktails Molotov, ce qui contraint certains résidents non-roms à afficher des panneaux avec leur nationalité ou des symboles royaux britanniques pour se protéger,,.
Les émeutiers, principalement issus de la communauté loyaliste protestante, expriment leur colère tant contre l'immigration que contre les gouvernements nord-irlandais et britannique, certains évoquant explicitement leur soutien aux émeutes anti-immigrés survenues récemment en République d'Irlande (en).

## Impact sur les communautés immigrées
Plus de 300 Roumains quittent Ballymena pour leur sécurité selon l'association Union Romani Voice. La communauté migrante développe un « protocole de confinement » lors des violences, s'appuyant sur des alliés à l'apparence blanche pour les courses et l'accompagnement scolaire des enfants. Selon le ministre nord-irlandais de l'Éducation Paul Givan, les émeutes ont entraîné une hausse importante de l'absentéisme scolaire.

## Contexte socio-économique et démographique
Les violences s'inscrivent dans un contexte de tensions liées à l'immigration récente de demandeurs d'asile orientés vers l'Irlande du Nord par Londres et se concentrent principalement dans les quartiers loyalistes. Les résidents étrangers représentent 3,4 % de la population nord-irlandaise, ce qui fait de l'Irlande du Nord la région britannique avec le moins de diversité ethnique,,. Cependant, selon une analyse de données de recensement faite par Sky News, Ballymena a connu le changement démographique le plus rapide d'Irlande du Nord depuis 2011, avec 30% des résidents du centre-ville ayant une langue maternelle autre que l'anglais ou l'irlandais en 2021, dont un huitième parlant roumain.
Selon le sociologue John Nagle de l'université Queen's de Belfast, ces violences reflètent les frustrations de certaines communautés unionistes qui estiment avoir été désavantagées par le processus de paix ayant mis fin au conflit nord-irlandais, leurs griefs étant désormais dirigés vers l'immigration dans un contexte de difficultés économiques liées aux politiques d'austérité.
Selon le sociologue Steve Garner, spécialiste des questions raciales à l'université de Swansea, ces émeutes s'inscrivent dans une double dynamique. D'une part, il s'agit d'émeutes racistes ciblant spécifiquement les communautés immigrées, qui s'apparentent aux émeutes de 2024 au Royaume-Uni. D'autre part, elles révèlent un bouleversement de l'ordre social traditionnel en Irlande du Nord, où pour la première fois des jeunes protestants unionistes s'affrontent violemment avec la police, alors que ces communautés étaient historiquement liées aux institutions étatiques. Pour Garner, cette transformation s'explique par une reformulation des identités politiques depuis une quinzaine d'années : le Parti unioniste démocrate s'est repositionné sur une ligne populiste anti-immigration, tandis que le Sinn Féin a adopté des positions plus libérales sur l'immigration. Il remarque par ailleurs que les violences se concentrent dans des quartiers pauvres touchés par la désindustrialisation.

## Réactions politiques
Les dirigeants politiques nord-irlandais, y compris des partis traditionnellement opposés comme le Sinn Féin et le Parti unioniste démocrate, condamnent unanimement ces violences  qu'ils considèrent comme étant racistes et appellent au calme, de même que le Premier ministre Keir Starmer.